# Kiş, Šeki
Kiş (tudi Kiš in Kiš-Kišlak) je vas in občina v azerbajdžanskem rejonu Šeki. Je približno 5 km severno od mesta Šeki. Ima 6244 prebivalcev.

## Geografija
Vas je na obali reke Kiš. Glavni del vasi, obdan z gorami, je ob vznožju gore Tat.
Najbližje sosednje vasi so Baltali, Okhud in Kuhmukh.

## Demografija
Kiš ima po rezultatih popisa prebivalstva leta 2009 več kot 6500 ljudi.

## Zgodovina
Po Movsesu Kaghankatvaciju je v 1. stoletju našega štetja sveti Eliše, učenec Tadeja iz Edese, prispel v kraj, imenovan Gis, kjer je zgradil cerkev in recitiral liturgijo. Cerkev je postala »duhovno središče in kraj razsvetljenja ljudi Vzhoda«. Na poti iz Gisa so neznanci ubili svetega Elišeja blizu poganskega oltarja v majhni dolini Zerguni.
Po bakujski eparhiji Ruske pravoslavne cerkve se lokacija Gisa, ki jo omenja Movses Kaghankatvaci, identificira z današnjim Kišem, ki je na levem bregu reke Kure v okrožju Šeki v Azerbajdžanu. Cerkev Kiš je bila prva cerkev, zgrajena v kavkaški Albaniji in na Kavkazu. Vendar se po besedah armenskega komentatorja Karapetiana geografski položaj Kiša ne ujema s tistim, ki ga opisuje Kaghankatvaci. Karapetian verjame, da so identificirali Gis kot vas Bomen / Bum 60 km jugovzhodno od Kiša, v okrožju Qabala, provinca Uti (Utik).
Po gruzijskem zgodovinopisju je v 10. stoletju prebivalstvo Kiša prestopilo v gruzijsko pravoslavno cerkev. Kiš, ki je bil takrat znan kot del cerkve Sourb Asvacacin, se je spremenil v rezidenco gruzijskega škofa, ki je delovala do 17. stoletja. Prebivalstvo Kiša se je v 1720-ih spreobrnilo v islam; ko pa je regija kasneje prevzela Rusija, so se nekateri vaščani vrnili h krščanski veri. Leta 1836 je bila albanska cerkev, skupaj z vsemi delujočimi cerkvami v tej regiji, ki niso bile gruzijske ali ruske, vključena v armensko apostolsko cerkev, cerkev Kiš pa je bila v 1860-ih ponovno ustanovljena in je postala romarski kraj zaradi verovanja, da je povezana s svetim Elišejem (Yegishe).

## Ogled znamenitosti
Glavna zgodovinska znamenitost vasi je zgoraj omenjena starodavna cerkev Kiš. Od leta 2003 tempelj deluje kot muzej, v katerem so razstavljene kopije arheoloških najdb. Nasproti templja je tudi spomenik slavnemu norveškemu arheologu Thoru Heyerdahlu, ki je vas obiskal med arheološkimi izkopavanji leta 2000. Poleg tega so v Kišu 4 trdnjave: "Galarsan-Gorarsan" in trdnjave v soseskah "Duluzlar", "Salayuşağı" in "Maaflar" v Kišu.
- Južna vrata trdnjave Galarsan-Gorarsan
- Cerkev Kiš
- Doprsni kip Thora Heyerdahla